# Lac Charron
Lac Charron är en sjö i Kanada.   Den ligger i regionen Saguenay–Lac-Saint-Jean och provinsen Québec, i den östra delen av landet, 500 km norr om huvudstaden Ottawa. Lac Charron ligger 393 meter över havet. Arean är 10,3 kvadratkilometer. Den sträcker sig 6,4 kilometer i nord-sydlig riktning, och 3,5 kilometer i öst-västlig riktning.
Trakten runt Lac Charron är nära nog obefolkad, med mindre än två invånare per kvadratkilometer.